# Tennistoernooi van Rome 2024
Het tennistoernooi van Rome van 2024 werd van dinsdag 7 tot en met zondag 19 mei 2024 gespeeld op de gravelbanen van het Foro Italico in de Italiaanse hoofdstad Rome. De officiële naam van het toernooi was Internazionali BNL d'Italia.
Het toernooi bestond uit twee delen:
- WTA-toernooi van Rome 2024, het toernooi voor de vrouwen
- ATP-toernooi van Rome 2024, het toernooi voor de mannen

## Toernooikalender
Bron:
| Rome              | mei 2024 | mei 2024 | mei 2024 | mei 2024 | mei 2024 | mei 2024 | mei 2024 | mei 2024 | mei 2024    | mei 2024    | mei 2024     | mei 2024     | mei 2024     | mei 2024 |
| Rome              | din 7    | woe 8    | don 9    | don 9    | vrĳ 10   | zat 11   | zon 12   | maa 13   | din 14      | woe 15      | don 16       | vrĳ 17       | zat 18       | zon 19   |
| ----------------- | -------- | -------- | -------- | -------- | -------- | -------- | -------- | -------- | ----------- | ----------- | ------------ | ------------ | ------------ | -------- |
| vrouwenenkelspel  | 1e ronde | 1e ronde | 1e ronde | 2e ronde | 2e ronde | 3e ronde | 3e ronde | 4e ronde | kwartfinale | kwartfinale | halve finale |              | finale       |          |
| vrouwendubbelspel |          |          | 1e ronde | 1e ronde | 1e ronde | 1e ronde | 2e ronde | 2e ronde | kwartfinale | kwartfinale |              | halve finale |              | finale   |
| mannenenkelspel   |          | 1e ronde | 1e ronde | 1e ronde | 2e ronde | 2e ronde | 3e ronde | 3e ronde | 4e ronde    | kwartfinale | kwartfinale  | halve finale |              | finale   |
| mannendubbelspel  |          |          | 1e ronde | 1e ronde | 1e ronde | 1e ronde | 2e ronde | 2e ronde | 2e ronde    | kwartfinale | kwartfinale  |              | halve finale | finale   |

ATP-toernooi van Rome – WTA-toernooi van Rome

1990 · 1991 · 1992 · 1993 · 1994 · 1995 · 1996 · 1997 · 1998 · 1999 · 2000 · 2001 · 2002 · 2003 · 2004 · 2005 · 2006 · 2007 · 2008 · 2009 · 2010 · 2011 · 2012 · 2013 · 2014 · 2015 · 2016 · 2017 · 2018 · 2019 · 2020 · 2021 · 2022 · 2023 · 2024 · 2025